# Calidad energética

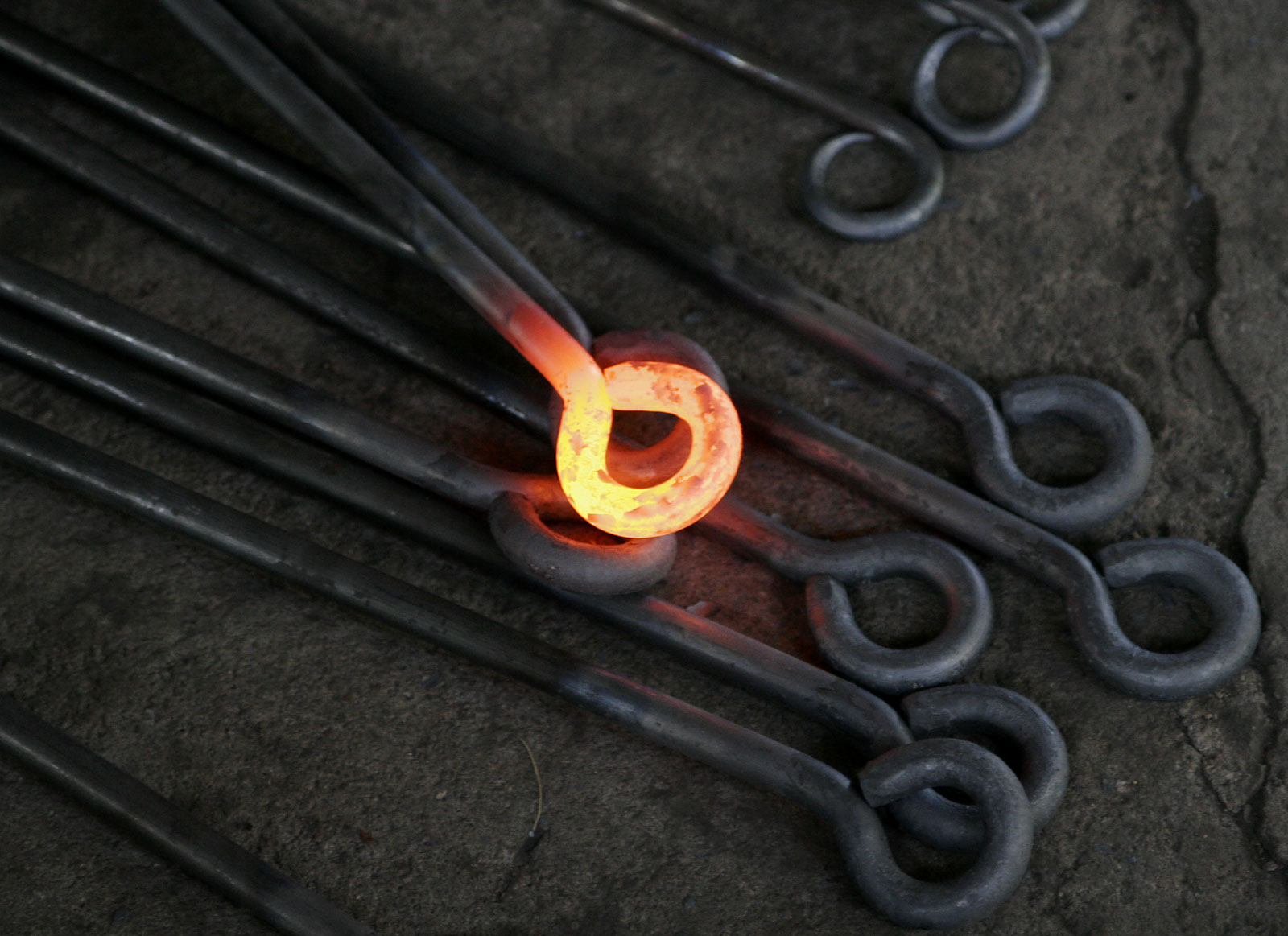
El calor, una forma de energía, es en parte energía potencial y en parte energía cinética.

La calidad energética es el contraste entre las diferentes formas de energía, los diferentes niveles tróficos en los sistemas ecológicos y la propensión de la energía a convertirse de una forma a otra. El concepto se refiere a la experiencia empírica de las características, o qualia, de diferentes formas de energía a medida que fluyen y se transforman. Apela a nuestra percepción común del valor calorífico, la versatilidad y el desempeño ambiental de diferentes formas de energía y la forma en que un pequeño incremento en el flujo de energía a veces puede producir un gran efecto de transformación tanto en el estado físico como en la energía. Por ejemplo, la transición de un estado sólido a líquido solo puede implicar una adición muy pequeña de energía. Los métodos para evaluar la calidad energética a veces se refieren al desarrollo de un sistema de clasificación de las cualidades energéticas en orden jerárquico. 

## Introducción
Desde la antigüedad ha habido un profundo interés filosófico, estético y científico en el contraste de calidad con cantidad. En algunos aspectos, la historia del pensamiento moderno y posmoderno puede caracterizarse por el enfoque fenomenológico de estos dos conceptos. Una pregunta central ha sido si los diferentes aspectos cualitativos del mundo pueden entenderse en términos de cantidades racionales, o si lo cualitativo y lo cuantitativo son irreconciliables: es decir, no existe una "calidad racional" o una relación de qualia. Muchos científicos y filósofos analíticos dicen que no lo son y, por lo tanto, consideran que algunos fenómenos cualitativos como, por ejemplo, la espiritualidad y la astrología, no se pueden cuantificar, no se pueden analizar por métodos científicos y, por lo tanto, no tienen fundamento en la realidad física. La noción de calidad energética, por lo tanto, tiende a vincularse con fenómenos que muchos científicos consideran no cuantificables, o al menos incomunicables, y, en consecuencia, se descartan de inmediato. 
Al mismo tiempo, muchas personas también han reconocido diferencias cualitativas en la forma en que las entidades pueden hacer las cosas (tanto físicas como biológicas). Los humanos, por ejemplo, tienen capacidades cualitativamente diferentes que muchos otros mamíferos, debido, en parte, a su pulgar oponible. En el intento de formalizar algunas de las diferencias cualitativas, las entidades se agruparon de acuerdo con características o capacidades distintivas. Diferentes escuelas de pensamiento utilizaron diferentes métodos para hacer distinciones. Algunas personas eligieron la estructura taxonómica y genómica, mientras que otras eligieron la función energética como base de las clasificaciones. Los primeros a menudo están asociados con la biología, mientras que los segundos con el análisis trófico de la cadena alimentaria de la ecología. Estos pueden considerarse intentos de formalizar estudios cuantitativos y científicos de las diferencias cualitativas entre entidades. Los esfuerzos no se aislaron de la biología y la ecología, ya que los ingenieros también estaban interesados en cuantificar la cantidad de trabajo que podían proporcionar fuentes de energía cualitativamente diferentes. 

## Ohta
Según Ohta (1994, pp. 90-91) el ranking y el análisis científico de la calidad energética fue propuesto por primera vez en 1851 por William Thomson bajo el concepto de "disponibilidad". Este concepto fue continuado en Alemania por Z. Rant, quien lo desarrolló bajo el título, "die Exergie" (la exergía ). Más tarde se continuó y estandarizó en Japón. El análisis de exergía ahora forma parte común de muchos análisis energéticos industriales y ecológicos. Por ejemplo, I.Dincer y YA Cengel (2001, p. 132) afirman que las formas de energía de diferentes calidades ahora se tratan comúnmente en la industria de la ingeniería de energía de vapor. Aquí el "índice de calidad" es la relación de la exergía con el contenido energético. Sin embargo, los ingenieros energéticos eran conscientes de que la noción de calidad del calor implicaba la noción de valor, por ejemplo A. Thumann escribió: "La calidad esencial del calor no es la cantidad, sino más bien su 'valor'" (1984, p.   113), que pone en juego la cuestión de la teleología y las funciones de objetivos más amplios o de escala ecológica. En un contexto ecológico, SE Jorgensen y G. Bendoricchio dicen que la exergía se utiliza como una función objetivo en modelos ecológicos y expresa la energía "con una medida incorporada de calidad como la energía" (2001, p. 392). 

## Métodos de evaluación de calidad energética
Parece haber dos tipos principales de metodología utilizada para el cálculo de la calidad de la energía. Estos pueden clasificarse como métodos receptores o donantes. Una de las principales diferencias que distingue estas clases es la suposición de si la calidad de la energía se puede mejorar en un proceso de transformación de energía. 
Métodos del receptor: ve la calidad energética como una medida e indicador de la relativa facilidad con la que la energía se convierte de una forma a otra. Es decir, cuánta energía se recibe de un proceso de transformación o transferencia. Por ejemplo, A. Grubler  usó dos tipos de indicadores de calidad energética de manera pro toto: la relación hidrógeno / carbono (H/C), y su inversa, la intensidad de energía de carbono. Grubler utilizó este último como un indicador de la calidad ambiental relativa. Sin embargo, Ohta dice que en los sistemas de conversión industrial de varias etapas, como un sistema de producción de hidrógeno que utiliza energía solar, la calidad de la energía no se actualiza (1994, p. 125). 
Métodos de los donantes: ve la calidad energética como una medida de la cantidad de energía utilizada en una transformación de energía, y eso implica mantener un producto o servicio (HTOdum 1975, p. 3) Esa es la cantidad de energía que se dona a un proceso de transformación de energía. Estos métodos se utilizan en química física ecológica y evaluación de ecosistemas. Desde este punto de vista, en contraste con el esbozado por Ohta, la calidad de la energía se mejora en las conversiones tróficas de etapas múltiples de los sistemas ecológicos. Aquí, la calidad energética mejorada tiene una mayor capacidad de retroalimentación y control de menores grados de calidad energética. Los métodos de los donantes intentan comprender la utilidad de un proceso energético cuantificando el grado en que la energía de mayor calidad controla la energía de menor calidad. 

## Calidad energética en la ciencia fisicoquímica (transformaciones de energía directas)

### Forma de energía constante pero flujo de energía variable
T.Ohta sugirió que el concepto de calidad energética puede ser más intuitivo si se consideran ejemplos en los que la forma de energía permanece constante pero la cantidad de energía que fluye o se transfiere varía. Por ejemplo, si consideramos solo la forma de energía inercial, entonces la calidad de energía de un cuerpo en movimiento es mayor cuando se mueve con mayor velocidad. Si consideramos solo la forma de energía térmica, entonces una temperatura más alta tiene una calidad más alta. Y si consideramos solo la forma de energía de la luz, entonces la luz con mayor frecuencia tiene mayor calidad (Ohta 1994, p. 90) Por lo tanto, todas estas diferencias en la calidad de la energía se miden fácilmente con el instrumento científico apropiado. 

### Forma de energía variable, pero flujo de energía constante
La situación se vuelve más compleja cuando la forma de energía no permanece constante. En este contexto, Ohta formuló la cuestión de la calidad de la energía en términos de la conversión de energía de una forma a otra, es decir, la transformación de la energía. Aquí, la calidad de la energía se define por la relativa facilidad con la que la energía se transforma, de una forma a otra. 
 Si la energía A es relativamente más fácil de convertir en energía B pero la energía B es relativamente más difícil de convertir en energía A, entonces la calidad de la energía A se define como más alta que la de B. La clasificación de la calidad de la energía también se define de manera similar camino. (T.Ohta 1994, p. 90). 
Nomenclatura: Antes de la definición anterior de Ohta, A. W. Culp produjo una tabla de conversión energétia que describe las diferentes conversiones de una energía a otra. El tratamiento de Culp hizo uso de un subíndice para indicar de qué forma de energía se está hablando. Por lo tanto, en lugar de escribir "energía A", como Ohta arriba, Culp se refirió a "J e ", para especificar la forma eléctrica de energía, donde "J" se refiere a "energía", y el subíndice " e " se refiere a la forma eléctrica de energía. La notación de Culps anticipó la máxima posterior de Scienceman (1997) de que toda la energía debería especificarse como energía de forma con el subíndice apropiado. 

## Calidad energética en economía biofísica (transformaciones indirectas de energía)
La noción de calidad energética también fue reconocida en las ciencias económicas. En el contexto de la economía biofísica, la calidad de la energía se midió por la cantidad de producción económica generada por unidad de entrada de energía (CJ Cleveland et al. 2000). La estimación de la calidad de la energía en un contexto económico también se asocia con metodologías de energía incorporadas. Brian Fleay da otro ejemplo de la relevancia económica del concepto de calidad energética. Fleay dice que el "índice de beneficio energético (EPR) es una medida de la calidad de la energía y un índice fundamental para evaluar el desempeño económico de los combustibles. Tanto los insumos de energía directos como indirectos incorporados en bienes y servicios deben incluirse en el denominador."(2006; p.10) Fley calcula el EPR como la salida de energía/entrada de energía. 

## Clasificación de calidad energética

### La abundancia de energía y la relativa transformación facilitan la medición del rango jerárquico y/o la posición jerárquica
Ohta buscó ordenar las conversiones de forma de energía de acuerdo con su calidad e introdujo una escala jerárquica para clasificar la calidad de energía en función de la relativa facilidad de conversión de energía (ver tabla a la derecha después de Ohta, p. 90) Es evidente que Ohta no analizó todas las formas de energía. Por ejemplo, el agua queda fuera de su evaluación. Es importante tener en cuenta que la clasificación de la calidad de la energía no se determina únicamente con referencia a la eficiencia de la conversión de energía. Esto quiere decir que la evaluación de la "facilidad relativa" de una conversión de energía depende solo en parte de la eficiencia de la transformación. Como escribió Ohta, "el generador de turbina y el motor eléctrico tienen casi la misma eficiencia, por lo tanto, no podemos decir cuál tiene la mayor calidad" (1994, p. 90) Por lo tanto, Ohta también incluyó la "abundancia en la naturaleza" como otro criterio para determinar el rango de calidad de energía. Por ejemplo, Ohta dijo que "la única energía eléctrica que existe en circunstancias naturales son los rayos, mientras que existen muchas energías mecánicas". (Consulte también la tabla 1. en el artículo de Wall para ver otro ejemplo de clasificación de la calidad energética) 

### Transformidad como medida energética del rango jerárquico
Al igual que Ohta, HTOdum también buscó ordenar las conversiones de forma de energía de acuerdo con su calidad, sin embargo, su escala jerárquica para la clasificación se basó en extender los conceptos de la cadena alimentaria del sistema ecológico a la termodinámica en lugar de simplemente la relativa facilidad de transformación. Para HTOdum, el rango de calidad de energía se basa en la cantidad de energía de una forma requerida para generar una unidad de otra forma de energía. La relación de una entrada de forma de energía a una salida de forma de energía diferente fue lo que HTOdum y sus colegas llamaron transformabilidad: "la EMERGÍA por unidad de energía en unidades de emjoules por joule" (HTOdum 1988, p.1135). 